# Gastroxya krausi
Gastroxya krausi là một loài nhện trong họ Araneidae.
Loài này thuộc chi Gastroxya. Gastroxya krausi được Pierre L. G. Benoit miêu tả năm 1962.